# IWGP World Heavyweight Champion
Die IWGP World Heavyweight Championship ist ein Wrestlingtitel für Einzelwrestler bei der japanischen Wrestling-Promotion New Japan Pro-Wrestling und deren höchste Auszeichnung. Das Kürzel „IWGP“ steht für International Wrestling Grand Prix. Eingeführt am 1. März 2021 wird der Titel nur an männliche Einzelwrestler des NJPW-Rosters vergeben und auch außerhalb Japans verteidigt. Wie im Wrestling allgemein üblich erfolgt die Vergabe nach einer zuvor bestimmten Storyline.

## Geschichte
Der Titel stellt die vierte Version des höchsten Titel der Liga dar und ist eine Vereinigung der vorherigen IWGP Heavyweight und IWGP Intercontinental Championship. Vor Wrestle Kingdom 14 am 4. und 5. Januar 2020 wurden beide Titel separat verteidigt, bis Tetsuya Naito die Titel zusammen gewinnen und, mit einer kurzen Unterbrechung, halten durfte. Kota Ibushi dürfte ihn bei Wrestle Kingdom 15 am 4. Januar 2021 besiegen. Ibushi verteidigte beide Titel einmal gegen SANADA und den Intercontinental Title gegen Naito. Am 28. Februar 2021 stellte er den Wunsch an das New Japan-Office, beide Titel zu vereinen, was dieses einen Tag später ihm auch gewährte. Während einer Pressekonferenz am 1. März 2021 mit Ibushi und dem Chairman von New Japan, Naoki Sugabayashi, wurde die Vereinigung zur IWGP World Heavyweight Championship offiziell bekannt gegeben. Hierbei wurde Kota Ibushi als vorheriger Champion auch der Titel zugesprochen, weswegen er der erste Titelträger ist. Beide vorherige Titel werden von Ibushi am 3. März 2021 anlässlich der 49. Jubiläumsshow in Tokio zum letzten Mal gegen El Desperado verteidigt. Die Präsentation eines neuen Titelgürtels findet voraussichtlich am 21. März 2021 im Rahmen des Finales vom New Japan Cup in Sendai statt.

## Rekorde
| Rekord                  | Rekordhalter | Einheit               |
| ----------------------- | ------------ | --------------------- |
| Meiste Titelgewinne     | Kota Ibushi  | 1-mal                 |
| Längste Regentschaft    | Kota Ibushi  | 1531+                 |
| Kürzeste Regentschaft   | Kota Ibushi  | 1531+                 |
| Ältester Titelträger    | Kota Ibushi  | 38 Jahre und 284 Tage |
| Jüngster Titelträger    | Kota Ibushi  | 38 Jahre und 284 Tage |
| Schwerster Titelträger  | Kota Ibushi  | 93 Kilogramm          |
| Leichtester Titelträger | Kota Ibushi  | 93 Kilogramm          |

## Liste der Titelträger
| #  | Titelträger | Nr. | Tage   | Datum        | Ort | Veranstaltung | Anmerkung |
| -- | ----------- | --- | ------ | ------------ | --- | ------------- | --- |
| 01 | Kota Ibushi | 1   | 01531+ | 1. März 2021 | *   | *             | Die IWGP Heavyweight Championship und die IWGP Intercontinental Championship wurden zur IWGP World Heavyweight Championship vereint. Kota Ibushi als vorheriger Träger beider Titel wurde zum ersten Titelträger ernannt. |

## Statistiken

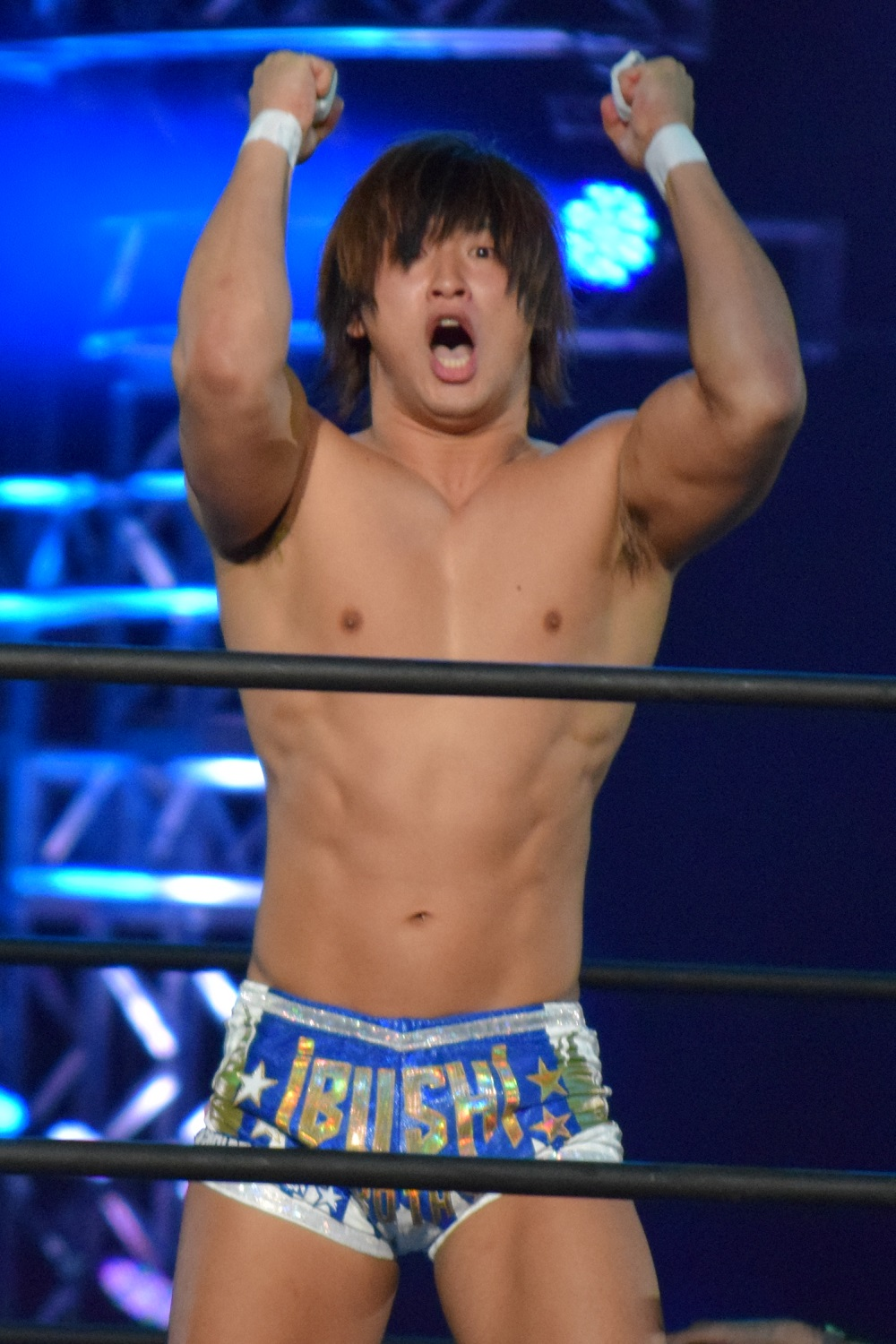
Kota Ibushi, erster und aktueller Titelträger.

| Platz | Name        | Anzahl | Vert. insgesamt | Tage insgesamt |
| ----- | ----------- | ------ | --------------- | -------------- |
| 01    | Kota Ibushi | 1      | 0               | 1531+          |